# ルノー・カピュソン
ルノー・カピュソン（Renaud Capuçon、1976年 - ）は現代フランスのヴァイオリニスト。カプソンと表記されることもある。クリスチャン・テツラフらと同様、バロック奏法の影響を受けたモダン楽器のヴァイオリニストの一人であると同時に、ポルタメント奏法やテンポ・ルバートにおいて、フランコ・ベルギー派の伝統も受け継いでいる。弟はチェリストのゴーティエ・カピュソン。

## 経歴
1976年、フランスのシャンベリ生まれ。14歳でパリ国立高等音楽院に入学し、ジェラール・プーレ、ヴェーダ・レイノルズに師事。1992年に室内楽の、1993年にヴァイオリンのプルミエ・プリを獲得。その後ベルリンでトマス・ブランディスに、続いてアイザック・スターン、シュロモ・ミンツに師事。1998年から2000年まで、クラウディオ・アッバードの指名によってマーラー・ユーゲント・オーケストラのコンサートマスターを務め、その間、ピエール・ブーレーズ等の指揮者の元で研鑽を積んだ。 
2002年11月にベルナルト・ハイティンクの指揮でベルリン・フィルハーモニー管弦楽団に、2004年7月にクリストフ・フォン・ドホナーニの指揮でボストン交響楽団にデビュー。クリストフ・エッシェンバッハ指揮のパリ管弦楽団とともに、2004年11月に中国、2005年2月にドイツ・ツアーを行った。これまでにウィーン・フィルハーモニー管弦楽団を始めとする世界の主要オーケストラに客演している。
これまでに共演した演奏家は、指揮者ではシャルル・デュトワ、チョン・ミョンフン、フランス・ブリュッヘン、ペーター・ダウスガールト、ダニエル・ハーディング、エマニュエル・クリヴィヌ、レイフ・セーゲルスタム等、器楽奏者ではマルタ・アルゲリッチ、バシュキローヴァ、エレーヌ・グリモー、マリア・ジョアン・ピレシュ、ニコラス・アンジェリッシュ、ダニエル・バレンボイム、フランク・ブラレイ、イェフィム・ブロンフマン、スティーヴン・コヴァセヴィチ、オーギュスタン・デュメイ、パウル・グルダ、ミハイル・プレトニョフ、ジャン＝イヴ・ティボーデ、ワジム・レーピン、ミッシャ・マイスキー、トゥルルス・モルク、ジェラール・コセ、ユーリ・バシュメット、ポール・メイエ、エマニュエル・パユ、ジャン・ワン、それに弟でチェリストのゴーティエ・カピュソン等。
中でも指揮者のダニエル・ハーディングとは以前から意気投合しており、2人で長年温めていたプロジェクトである『屋根の上の牛』や、シューマンとメンデルスゾーンの協奏曲の録音がある。ヴァイオリン奏者で2001年エリザベート王妃国際音楽コンクール覇者のバイバ・スクリデと婚約していた時期があるが、2009年にジャーナリストのロランス・フェラリ（Laurence Ferrari、1966年 - ）と正式に結婚した。

## 楽器
クライスラーのセカンド楽器で、若い頃のデュメイが使っていた1721年製ストラディヴァリウスを使用していたが、2005年12月、スイス・イタリア銀行が1737年製のグァルネリ・デル・ジェス「パネット」をカピュソンのために購入し、現在はこの楽器を使用している。これはアイザック・スターンが約半世紀にわたって使用し、その録音のほぼすべてにおいて使用した楽器である。